# 仙台鹿の子
『仙台鹿の子』（せんだいかのこ）は、江戸時代に記された仙台最古の地誌である。作者不明。1695年頃に成立した。
仙台城下町の概要、町人が住む町と武家が住む丁についてそれぞれの成立事情、町人町の軒数と検断・肝入の数、城下の制札の全文引用、神社、仏閣、寺院、名所古跡について記す。

## 概要
個々の解説は短く、道の脇にある岩、昔あった沼など非常に細かい雑多な事まで載せるが、それゆえに貴重な情報も含まれる。本文中随所に「元禄八年まで凡千五百年余になる」「元禄八年まで五百十一年程になる」などという文が挿入されており、元禄8年（1695年）頃の成立を推定できる。
江戸時代中期以降の日本では全国で数多く地誌が編纂されたが、仙台に関するものでは『仙台鹿の子』がもっとも古い。
1899年（明治32年）には大内屋の8代目である大内源太右衛門による増補版が発行されている。